# 布比孔
布比孔（德語：Bubikon）是瑞士联邦苏黎世州欣维尔区的市镇。该市镇面积为11.58平方千米，海拔高度509米，2018年12月31日人口数为7,334。